# 공단로 (안동시)
공단로(工團路)는 경상북도 안동시 정하동 안동대교 남단에서 안동시 정상동을 연결하는 도로이다.

## 주요 경유지
- 안동대교
- 안동자동차검사소
- 경북조종면허시험장
- 강남동 주민센터

## 주요 교차도로
- 강남로